# Берилосилікати
Берилосилікати (рос. бериллосиликаты, англ. beryllosilicates, нім. Beryllosilikate) — мінерали класу силікатів, які містять берилій, що відіграє однакову роль з кремнієм, утворюючи комплексний берилокременекисневий радикал.